# Buenavista, Guimaras

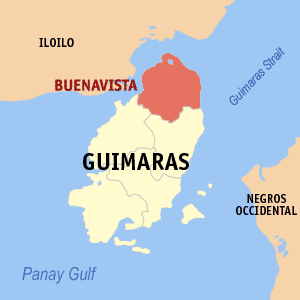
Bản đồ Guimaras với vị trí của Buenavista

Buenavista là một đô thị hạng 4 ở tỉnh Guimaras, Philippines.
Theo điều tra dân số năm 2000 của Philipin, đô thị này có dân số 41.717 người trong 8.373 hộ.

## Các đơn vị hành chính
Buenavista được chia ra 36 barangay.
| - Agsanayan - Avila - Banban - Bacjao (Calumingan) - Cansilayan - Dagsa-an - Daragan - East Valencia - Getulio - Mabini - Magsaysay - Mclain | - Montpiller - Navalas - Nazaret - New Poblacion (Calingao) - Old Poblacion - Piña - Rizal - Salvacion - San Fernando - San Isidro - San Miguel - San Nicolas | - San Pedro - San Roque - Santo Rosario - Sawang - Supang - Tacay - Taminla - Tanag - Tastasan - Tinadtaran - Umilig - Zaldivar |